# Sky Kid Deluxe
Sky Kid Deluxe este un joc video arcade lansat de către Namco în 1986. Rulează pe sistemul arcade Namco System 86 și este continuarea jocului Sky Kid (1985). Jocul este mult mai dificil decât originalul și are în plus față de precedentul inamici și misiuni noi.

## Gameplay
Jocul are 40 de nivele de o dificultate ce crește odată cu numărul de ținte ce trebuiesc bombardate de la o misiune la alta.